# Dávid Anna (orvos)
Dávid Anna (Budapest, 1934. augusztus 23. – 2025. június 8.) magyar orvos, Dorog város polgármestere (1990–1994), Dávid Károly Kossuth-díjas építész lánya.

## Tanulmányai
1952-ben érettségizett, majd Szegeden és Budapesten végezte egyetemi tanulmányait. 1958. szeptember 27-én avatták orvossá.

## Orvosként
1958 és 1962 között az esztergomi Vaszary Kolos Kórház gyermekosztályán volt központi gyakornok (rezidens). 1964 és 1972 között Tiszaszederkényben (ma Tiszaújváros) volt gyermekorvos, majd 1972-től napjainkig Dorogon gyermekorvos.

## Közélet
1983-ban, Kégel Eszter kollégájával nekiláttak Dorog város lakóinak krónikus betegségeiről szóló adatok feldolgozásának. Idővel ezt elsősorban a légzőszervi és kardiológiai esetekre élezték ki és több konferencián, valamint szaklapokban ismertették az erről tapasztaltakat. 1988-ban megalakították a Dorogi Környezetvédelmi Egyesületet, majd elkészítették a város környezetvédelmi stratégiáját.
1990 és 1994 között Dorog város polgármestere volt.